# Saint-Jean-d'Aigues-Vives
Saint-Jean-d'Aigues-Vives är en kommun i departementet Ariège i regionen Occitanien i södra Frankrike. Kommunen ligger  i kantonen Lavelanet som ligger i arrondissementet Foix. År 2022 hade Saint-Jean-d'Aigues-Vives 370 invånare.

## Befolkningsutveckling
Antalet invånare i kommunen Saint-Jean-d'Aigues-Vives
Referens: INSEE